# Gervais Ndirakobuca
Gervais Ndirakobuca (Bukinanyana, 1970) é um ex-comandante rebelde e comissário de polícia que atua como primeiro-ministro do Burundi, desde 7 de setembro de 2022. Antes disso, ele foi ministro do Interior, Segurança Pública e Desenvolvimento Comunitário. Ele é conhecido por sua violenta repressão ao protesto civil de 2015 no Burundi e estava sob sanções dos Estados Unidos e da União Europeia por violações de direitos humanos quando o presidente Évariste Ndayishimiye o nomeou ministro da Segurança.
Gervais Ndirakobuca nasceu em 1970 em Bukinanyana, na província de Cibitoke, no Burundi. Ele era um comandante rebelde durante a Guerra Civil do Burundi que terminou em 2005. Seu apelido era "Ndakugarika" que significa 'Eu vou te matar' na língua Kirundi. Terminada a guerra civil, ingressou na Polícia Nacional do Burundi e ascendeu ao posto de Comissário (tenente-general). Ele foi tratado como General.
Como comissário de polícia, ele empregou força excessiva para reprimir os protestos civis de 2015 que se seguiram à emenda da constituição que deu ao presidente Pierre Nkurunziza o direito legal de concorrer a um terceiro mandato. Sanções foram impostas a Ndirakobuca pelos Estados Unidos, Reino Unido, França, Suíça e União Europeia por "atos de violência, atos de repressão e violações da lei internacional de direitos humanos contra manifestantes, que ocorreram entre 26, 27 e 28 de abril de 2015 no Nyakabiga e nos distritos de Musaga, em Bujumbura". Pelo menos 1.200 pessoas foram mortas durante o protesto. O Tribunal Penal Internacional abriu uma investigação contra funcionários do governo envolvidos na repressão, incluindo Ndirakobuca.
Apesar disso, Ndayishimiye o nomeou para um poderoso cargo de Ministro do Interior em junho de 2020, tornando Ndirakobuca o membro mais sancionado internacionalmente do gabinete do governo nacional do Burundi. Ele era visto como um vice-primeiro-ministro de fato ou 'ceia-ministro' com seu portfólio esmagador em três ministérios-chave do Interior, Segurança e Desenvolvimento Comunitário no governo de Nkurunziza, mas foi fundido em um único ministério por Ndayishimiye e dado a Ndirakobuca.
Ndirakobuca tornou-se primeiro-ministro do Burundi em 7 de setembro de 2022, substituindo o atual primeiro-ministro Alain-Guillaume Bunyoni, depois que Ndayishimiye alertou que um golpe de estado estava sendo planejado contra seu governo. Ndirakobuca foi votado por unanimidade para a posição pelo parlamento.